# نيل موريس
نيل موريس (بالإنجليزية: Neil Morris)‏ (3 مايو 1970 شفيلد المملكة المتحدة - ) هو لاعب كرة قدم بريطاني يلعب كمهاجم.